# Campionat capverdià de futbol 2015
La temporada 2015 de la Lliga capverdiana de futbol fou la 36a edició d'aquesta competició de futbol de Cap Verd. Va començar el 9 de maig i va finalitzar l'11 de juliol. El torneig estava organitzat per la Federació Capverdiana de Futbol (FCF). El calendari de la competició es va fixar dissabte 10 de gener. El club CS Mindelense va guanyar el seu 11è títol, convertint-se així en el segon club, després de l'Sporting Praia, a aconseguir tres títols consecutius. Cap equip no va participar ni a la 2016 CAF Champions League ni a la Copa Confederació africana de futbol del 2016. Aquesta va ser la segona ocasió en què hi havia dos equips procedents de la mateixa illa i de la mateixa ciutat.
El club CS Mindelense era el defensor del títol. Van participar en la competició un total de 12 clubs, un de cada lliga insular, i un més com a guanyador del títol de la temporada anterior.
La victòria més àmplia va ser del Mindelense, que es va imposar 6-0 sobre l'Sporting Clube de Brava. Al grup A, només un club va anotar més de 10 gols, mentre que, al grup B, quatre equips van marcar més de 10 gols: el primer i el segon en van anotar 14 cadascun, i el tercer i el quart en van marcar 12 cadascun.

## Clubs participants
- CS Mindelense, guanyador del Campionat capverdià de futbol 2014[2]
- Académica Operária, guanyador de la Lliga de Boa Vista de futbol[4]
- Sporting Brava, guanyador de la Lliga de Brava de futbol[5]
- Spartak d'Aguadinha, guanyador de la Lliga de Fogo de futbol[6][7]
- Académico 83, guanyador de la Lliga de Maio de futbol[4][8]
- Académico do Aeroporto, guanyador de la Lliga de Sal de futbol[6][7]
- Beira Mar, guanyador de la Lliga de Santiago de futbol (Nord)[9]
- FC Boavista, guanyador de la Lliga de Santiago de futbol (Sud)[10]
- Paulense Desportivo Clube, guanyador de la Lliga de Santo Antão de futbol (Nord)[11]
- Académica do Porto Novo, guanyador de la Lliga de Santo Antão de futbol (Sud)[12]
- FC Ultramarina, guanyador de la Lliga de São Nicolau de futbol[13]
- FC Derby, finalista de la Lliga de São Vicente de futbol

### Informació sobre els clubs
| Club                      | Seu                     | Estadi             |
| ------------------------- | ----------------------- | ------------------ |
| Académico 83              | Vila do Maio            | Maio               |
| Académica Operária        | Sal Rei                 | Arsénio Ramos      |
| Académica do Porto Novo   | Porto Novo              | Porto Novo         |
| Académico do Aeroporto    | Espargos                | Marcelo Leitão     |
| Beira-Mar                 | Tarrafal                | Mangue             |
| FC Boavista               | Praia                   | Várzea             |
| FC Derby                  | Mindelo                 | Adérito Sena       |
| Mindelense                | Mindelo                 | Adérito Sena       |
| Paulense Desportivo Clube | Paúl                    | João Serra         |
| Spartak d'Aguadinha       | São Filipe              | 5 de Julho         |
| Sporting Brava            | Vila Nova Sintra        | Aquiles d'Oliveira |
| FC Ultramarina            | Tarrafal de São Nicolau | Orlando Rodrígues  |

En cursiva s'indica un equip que juga a un estadi situat a una ciutat diferent que la de la seu del club.

## Classificació

### Grup A
| Pos. | Equip                     | PJ | PG | PE | PP | GF | GC | Dif.G | Pts. |
| ---- | ------------------------- | -- | -- | -- | -- | -- | -- | ----- | ---- |
| 1    | FC Derby                  | 5  | 5  | 0  | 0  | 12 | 2  | +10   | 15   |
| 2    | Paulense Desportivo Clube | 5  | 3  | 1  | 1  | 6  | 3  | +3    | 10   |
| 3    | Académica do Porto Novo   | 5  | 2  | 1  | 2  | 5  | 5  | 0     | 7    |
| 4    | Académico 83              | 5  | 2  | 0  | 3  | 5  | 9  | -4    | 6    |
| 5    | Spartak                   | 5  | 1  | 0  | 4  | 5  | 9  | -4    | 3    |
| 6    | Académica Operária        | 5  | 0  | 2  | 3  | 2  | 7  | -5    | 2    |

### Grup B
| Pos. | Equip                   | PJ | PG | PE | PP | GF | GC | Dif.G | Pts. |
| ---- | ----------------------- | -- | -- | -- | -- | -- | -- | ----- | ---- |
| 1    | CS Mindelense           | 5  | 5  | 0  | 0  | 14 | 1  | +13   | 15   |
| 2    | Boavista FC             | 5  | 4  | 0  | 1  | 14 | 4  | +10   | 12   |
| 3    | Académico do Aeroporto  | 5  | 3  | 0  | 2  | 12 | 9  | +3    | 9    |
| 4    | FC Ultramarina          | 5  | 2  | 0  | 3  | 12 | 16 | -4    | 6    |
| 5    | Sporting Clube da Brava | 5  | 0  | 1  | 4  | 5  | 16 | -11   | 1    |
| 6    | Beira-Mar               | 5  | 0  | 1  | 4  | 3  | 14 | -11   | 1    |

## Resultats
| Académica Operária   | 1 - 1 | Paulense       | 9 maig  |
| Spartak              | 1 - 4 | Derby          | 9 maig  |
| Académica Porto Novo | 1 - 0 | Académica 83   | 10 maig |
| Beira-Mar            | 0 - 2 | Boavista       | 9 maig  |
| Mindelense           | 3 - 0 | Ultramarina    | 9 maig  |
| Académico Aeroporto  | 2 - 1 | Sporting Brava | 3 juny  |

| Académica Operária | 0 - 2 | Spartak              | 17 maig |
| Derby              | 2 - 1 | Académica Porto Novo | 16 maig |
| Académica 83       | 1 - 3 | Paulense             | 16 maig |
| Beira-Mar          | 0 - 2 | Mindelense           | 16 maig |
| Ultramarina        | 2 - 3 | Académico Aeroporto  | 17 maig |
| Sporting Brava     | 0 - 3 | Boavista             | 17 maig |

| Derby       | 1 - 0 | Académica Operária   | 24 maig |
| Spartak     | 1 - 2 | Académica 83         | 24 maig |
| Paulense    | 1 - 0 | Académica Porto Novo | 23 maig |
| Ultramarina | 5 - 2 | Beira-Mar            | 24 maig |
| Mindelense  | 6 - 0 | Sporting Brava       | 23 maig |
| Boavista    | 4 - 2 | Académico Aeroporto  | 23 maig |

| Paulense             | 0 - 1 | Derby              | 31 maig |
| Académica Porto Novo | 2 - 1 | Spartak            | 30 maig |
| Académica 83         | 2 - 0 | Académica Operária | 30 maig |
| Boavista             | 5 - 1 | Ultramarina        | 30 maig |
| Académico Aeroporto  | 1 - 2 | Mindelense         | 31 maig |
| Sporting Brava       | 1 - 1 | Beira-Mar          | 31 maig |

| Académica Operária | 1 - 1 | Académica Porto Novo | 7 juny |
| Derby              | 4 - 0 | Académica 83         | 7 juny |
| Spartak            | 0 - 1 | Paulense             | 7 juny |
| Beira-Mar          | 0 - 4 | Académico Aeroporto  | 6 juny |
| Ultramarina        | 4 - 3 | Sporting Brava       | 7 juny |
| Mindelense         | 1 - 0 | Boavista             | 6 juny |

## Fase final
|  | Semifinals | Semifinals    | Semifinals    | Semifinals | Semifinals |   |          | Final | Final | Final | Final | Final |
|  |            |               |               |            |            |   |          |       |       |       |       |       |
|  |            | FC Derby      | 1             | 2          | 3          |   |          |       |       |       |       |       |
|  |            | FC Boavista   | 2             | 1          | 3          |   |          |       |       |       |       |       |
|  |            | FC Boavista   | 2             | 1          | 3          |   | FC Derby | 1     | 1     | 2     |       |       |
|  |            |               |               |            |            |   | FC Derby | 1     | 1     | 2     |       |       |
|  |            |               | CS Mindelense | 1          | 1          | 2 |          |       |       |       |       |       |
|  |            | CS Mindelense | CS Mindelense | 1          | 1          | 2 | 0        | 2     | 2     |       |       |       |
|  |            | CS Mindelense |               |            |            |   | 0        | 2     | 2     |       |       |       |
|  |            | Paulense DC   | 1             | 0          | 1          |   |          |       |       |       |       |       |

### Semifinals
| Boavista         | 2:1 | FC Derby |
| ---------------- | --- | -------- |
| Givalter 62' 88' |     | Kévy 80' |

| Paulense DC | 1:0 | CS Mindelense |
| ----------- | --- | ------------- |
| Oceano 44'  |     |               |

 Estádio João Serra
Ponta do Sol
| FC Derby        | 2:1 | FC Boavista |
| --------------- | --- | ----------- |
| Bena 40' 71'    |     | Michel 50'  |
| Tanda de penals |     |             |
|                 | 5:4 |             |

| CS Mindelense            | 2:0 (pr.) | Paulense DC |
| ------------------------ | --------- | ----------- |
| Gauço 21' · Chibaca 111' |           |             |

### Final
| CS Mindelense | 1:1 | FC Derby |
| ------------- | --- | -------- |
| Latche        |     | Quatro   |

| FC Derby        | 1:1 | CS Mindelense |
| --------------- | --- | ------------- |
| Duque 90+5'     |     | Xibaka 37'    |
| Tanda de penals |     |               |
|                 | 3:4 |               |

 Estádio Municipal Adérito Sena
Mindelo
| Guanyador CS Mindelense 11è títol |

## Estadístiques
- Màxim golejador: Matxona: 6 gols (FC Boavista)
- Porter menys batut: Vozinha (CS Mindelense)
- Millor jugador: Oceano (Paulense)
- Millor entrenador: Alberto Leite (CS Mindelense)
- Premi al joc net: Académico do Aeroporto
- Victòria més àmplia: Mindelense 6-0 Sporting Brava (23 maig)